# Batna Info
Pour les articles homonymes, voir Batna (homonymie).
Batna Info est une revue mensuelle gratuite de la Fondation Auressienne des Sciences, Arts et Culture, éditée en Algérie. Elle est la seule revue socio-culturelle éditée par une fondation algérienne en deux langues : arabe et français.

## Organisation
La rédaction est composée essentiellement de bénévoles. Les articles sont organisés en différentes rubriques sur le thème qui est choisi dans le mois. La revue a un tirage papier de 1 000 exemplaires par mois,.

## Historique
Batna Info a été créée au mois de novembre 2007 à la suite du succès de THAMUGADI, le journal annuel de la Fondation Auressienne des Sciences, Arts et Culture édité à l’occasion de la 29e édition du Festival international de musique de Timgad du 18 au 27 juillet 2007. Les premiers numéros de la revue étaient édités en noir et blanc et au format poche. La revue est maintenant imprimée au format A4 et en couleurs.